# Aglenchus agricola
Aglenchus agricola är en rundmaskart. Aglenchus agricola ingår i släktet Aglenchus, och familjen Tylenchidae. Arten är reproducerande i Sverige.